# Мезокарб
Мезокарб (лат. Mesocarbum, торговое наименование: «Сиднокарб», действующее вещество: N-Фенилкарбамоил-3-(β-фенилизопропил)-сиднонимин) — лекарственное средство группы психостимуляторов. Белый с желтовато-зеленоватым оттенком кристаллический порошок. Практически нерастворим в воде, труднорастворим в спирте.

## Общая информация
Мезокарб — психостимулятор, созданный в СССР в 1971-м году М. Д. Машковским, а в его клиническом исследовании принимали участие фармакологи и психиатры Ю. А. Александровский, Г. Я. Авруцкий, А. Б. Смулевич
. В странах Запада практически неизвестен. По химическому строению имеет сходство с амфетамином, так как содержит фенилизопропильный радикал; вместе с тем он существенно отличается от амфетамина тем, что не имеет свободной аминогруппы; атом азота, соответствующий азоту аминогруппы у амфетамина, является у мезокарба частью гетероциклической системы — сиднонимина, замещённой в аминогруппе фенилкарбамоильным радикалом.
По химической структуре мезокарб близок к фепрозиднину.
Препарат производился российским заводом «Фармакон». В настоящее время не производится.
Мезокарб долгое время являлся основным психостимулятором, применяемым в российской медицинской практике. Считалось, что по сравнению с амфетамином он значительно менее токсичен и не оказывает выраженного периферического симпатомиметического влияния. Его стимулирующее действие развивается постепенно (отсутствует резкий начальный активирующий эффект), по сравнению с амфетамином оно более длительно и обычно не сопровождается выраженной эйфорией и двигательным возбуждением. Хоть препарат и не повышает настроение, тем не менее даёт ощущение прилива энергии, состояние бодрости, повышает работоспособность. Стимулирующий эффект обычно не сопровождается тахикардией, резким повышением артериального давления и другими периферическими симпатомиметическими эффектами. В периоде последействия не отмечается общей слабости и сонливости.

## Методы получения
Мезокарб синтезируется из фепрозиднина, который ацилируется в абсолютированном изопропиловом спирте в присутствии ацетата натрия фенилизоцианатом.

## Механизм действия
По нейрохимическому механизму действия мезокарб отличается от амфетамина. Экспериментальные данные показывают, что мезокарб сильнее действует на норадренергические, чем на дофаминергические, структуры мозга, в то время как амфетамин отличается более сильным дофаминергическим действием. Не исключено, что мезокарб отличается также от амфетамина по активности высвобождения катехоламинов из различных нейрональных депо. Можно полагать, что эти нейрохимические особенности действия мезокарба в какой-то мере определяют различия в клинической эффективности и переносимости мезокарба по сравнению с амфетамином. Мезокарб наряду с влиянием на системы синаптического захвата норадреналина также усиливает биосинтез дофамина из тирозина.

## Применение
Применялся мезокарб при разных видах астенических состояний, протекающих с заторможенностью, вялостью, апатией, снижением работоспособности, ипохондрии, повышенной сонливости. Он эффективен при лечении ступорозных, субступорозных состояний, при астенических и неврастенических расстройствах у больных, перенёсших интоксикации, инфекции и травмы головного мозга; при некоторых шизофрениях с преобладанием астенических расстройств (при отсутствии продуктивной симптоматики); при апато-абулическим синдроме при шизофрении и при нарколепсии. Мезокарб можно также применять для искусственного обострения шизофренического процесса с целью преодоления состояния резистентности к терапии психотропными препаратами.
Мезокарб является эффективным средством, купирующим астенические явления, возникающие при применении антипсихотических препаратов. Он является эффективным корректором, уменьшающим или снимающим побочные явления (миорелаксацию, сонливость), вызываемые транквилизаторами бензодиазепинового ряда (феназепамом и др.); при этом он не уменьшает транквилизирующий эффект. Оптимальное соотношение доз феназепама и мезокарба составляет 1:1,25 или 1:2,5 (при более высоких дозах мезокарба 1:5 может наблюдаться расстройство ночного сна). Назначать мезокарб можно одновременно с феназепамом или при уже развившихся побочных явлениях. Предварительное применение мезокарба менее эффективно.
Мезокарб может быть рекомендован для лечения больных алкоголизмом с преобладанием в клинической картине заторможенности, вялости, а также при астеноневротических реакциях в период «отнятия алкоголя», при алкогольной депрессии с адинамической симптоматикой. Учитывая стимулирующий эффект мезокарба, его можно применять для уменьшения явлений абстиненции.
В сочетании с антидепрессантами применялся для лечения депрессии с апатией и заторможенностью.
В порядке экспериментального исследования эффектов влияния сиднокарба на работоспособность и производительность труда, препарат выдавался военнослужащим офицерского и сержантско-старшинского состава ОКСВА во время войны в Афганистане в дополнение к АИ.
Мезокарб эффективен также у детей с задержкой умственного развития, при адинамии, аспонтанности, органических заболеваниях центральной нервной системы при преобладании в клинической картине вялости, заторможенности, астении. Отмечена значительная эффективность мезокарба при лечении гипердинамического синдрома у детей младшего возраста.
Препарат эффективен также при ночном недержании мочи.
Мезокарб обычно хорошо переносится. При передозировке возможны повышенная раздражительность, беспокойство. Возможно усиление бреда и галлюцинаций у больных с имевшейся ранее продуктивной психопатологической симптоматикой. Иногда отмечается понижение аппетита. Возможно умеренное повышение артериального давления. Побочные явления проходят при уменьшении дозы или временном прекращении приёма препарата.
В связи с высокой эффективностью и хорошей переносимостью мезокарб практически полностью заменил собой амфетамин.
Мезокарб не следует назначать возбуждённым больным и при явлениях раздражительной слабости. Осторожность требуется при резко выраженном атеросклерозе и тяжёлых формах гипертонической болезни. Во избежание нарушения ночного сна не следует принимать препарат в вечерние часы.
Учитывая сильное стимулирующее действие мезокарба, его следует назначать строго по показаниям, не слишком длительно.

## Противопоказания
Противопоказан при синдроме Туретта, тиках, гиперкинетических расстройствах, состояниях психомоторного возбуждения, психозах, эпилепсии и других судорожных расстройствах, глаукоме, артериальной гипертензии, гипертиреоидизме, выраженном атеросклерозе и сердечно-сосудистых заболеваниях.

## Комбинации
Сидноглутон (Sydnoglutonum) являлся комбинированным препаратом, содержащим по 0,025 г мезокарба и 0,1 г глутаминовой кислоты. Глутаминовая кислота как медиаторная аминокислота, стимулирующая центральные нейромедиаторные процессы, усиливает психостимулирующее действие мезокарба. Сидноглутон назначался взрослым внутрь для повышения физической и психической работоспособности.
Перспективный корректор мезокарба, дополняющий спектр его фармакологических свойств — адамантилбромфениламин (ладастен). Фармакокинетическое исследование на крысах показало, что мезокарб при комбинации с адамантилбромфениламином более длительное время регистрируется в плазме крови, также регистрируются более высокие значения коэффициентов распределения в тканях и органах мезокарба.
Диметкарб (dimetcarb) - комбинированное противорвотное средство, состоит из мезокарба и диметпрамида.

## Правовой статус
В России мезокарб входит в Список III психотропных веществ, оборот которых ограничен и в отношении которых допускается исключение некоторых мер контроля.
В Белоруссии входит в Список III опасных психотропных веществ, подлежащих государственному контролю..
В США мезокарб внесён в Список I Акта о контролируемых веществах (вещества, имеющие высокий потенциал злоупотребления и способные привести к тяжёлой психологической или физической зависимости и не имеют общепринятого медицинского применения).

## Хранение
Хранение: список А. В защищённом от света месте.